# Rinzia carnosa
Rinzia carnosa là một loài thực vật có hoa trong Họ Đào kim nương. Loài này được (S.Moore) Trudgen miêu tả khoa học đầu tiên năm 1986.